# Landskabskaraktermetoden
Landskabskaraktermetoden er en planlægningsmetode til kortlægning og beskrivelse af landskabshelheder eller landskabsregioner. 
Metoden er udviklet til brug for planlægningen og forvaltningen af det åbne land med henblik på at skabe grundlag for at beskytte de værdifulde landskaber og landskabselementer. Desuden kan resultatet af metoden indgå som ’landskabsinput’ i behandling af sager i det åbne land, fx byudvikling, landzonetilladelser og forvaltningsplaner.
Med metoden inddeles landskabet i karakteristiske landskabsrum. Kortlægningen af områderne sker dels på baggrund af landskabets naturgrundlag (terræn, jordtype etc.), dels dets kulturgrundlag (byggeri, skov, landbrug etc.), og endelig dets rumlige og visuelle fremtoning. Områderne beskrives og vurderes på baggrund af landskabskarakterens styrke, særlige visuelle oplevelsesmuligheder, tilstand og sårbarhed med henblik på at sætte strategiske og handlingsorienterede mål for dem.
Resultatet anvendes til at sikre de landskabelige bevaringsværdier, herunder større sammenhængende områder på tværs af kommunegrænser samt levere oplæg til, hvordan værdifulde landskaber kan beskyttes. Desuden kan resultatet af metoden indgå som ’landskabsinput’ i behandlingen af sager i det åbne land, om fx byudvikling, skovrejsning, nye veje, tekniske anlæg, lokalplaner, landzonetilladelser og forvaltningsplaner.